# 聞棠
聞棠（？—？），字靜儒，江南鎮洋人，為清朝政治人物。
聞棠為乾隆元年（1736年）丙辰科殿試第二甲進士。選庶吉士，散館授任編修。